# 鄭冑
鄭冑（？—？），字敬先，沛國人，三國時期孫吳將領。

## 生平
鄭冑是鄭札少子，也算是文武全才，年少時就已有名氣，後成為建安太守。呂壹門客違法，鄭冑執法刑訊致死，呂壹因而憤恨在心，於是誹謗鄭冑，孫權大怒下禁錮鄭冑，潘濬、陳表上言，鄭冑才得以釋放。後被任為宣信校尉。
238年，曹睿命司馬懿討伐公孫淵。公孫淵聞魏軍來攻，向孫權求救。
赤烏二年（239年）三月，孫權派遣羊衜、鄭冑、孫怡率大軍到遼東，此時公孫淵已被司馬懿攻滅，眾將擊敗曹魏守將張持、高慮等人。俘獲大量人口。 回國後升遷為執金吾。
太平二年（257年）八月，會稽南部、鄱陽、新都發生叛亂，官至步兵校尉的鄭胄與廷尉丁密、將軍鍾離牧奉命前往討伐。此後再無記載。

## 親屬

### 父
- 鄭札，又名鄭禮，曾被孫權任為驃騎將軍、從事中郎，與張昭、孫邵、滕胤共定朝儀。[6][7]

### 子
- 鄭豐，字曼季，有文學操行，與陸雲友好，相互有詩歌贈答往來。[8]